# Penelope Ligonier
Penelope Ligonier, född 1749, död 1827, var en brittisk adelskvinna, känd för sin okonventionella livsstil och kärleksaffärer.
Hon var en av medlemmarna i The New Female Coterie.